# Jeremain Lens
Pour les articles homonymes, voir Lens.
Jeremain Lens, né le 24 novembre 1987 à Amsterdam, est un ancien footballeur international néerlandais.

## Biographie

### Les débuts
Lens fait ses débuts lors de la saison 2005-2006 mais ne jouera que deux matchs lors de cette saison. Avant d'arriver à l'AZ, il a commencé le football dans les équipes de jeunes de l'Ajax Amsterdam, du FC Omniworld, FC Spartaan puis d'Alkmaar.

### Prêté au NEC
En juin 2007, pour lui permettre d'engranger de l'expérience, il est prêté au NEC Nimègue. Après une adaptation plutôt difficile avec son nouveau club, il enchaînera les bonnes performances pour finir la saison sur un bilan de 9 buts en 31 matchs. Mais après un temps de réflexion, il retournera dans son ancien club de l'AZ alors qu'il pouvait disputer la Coupe de l'UEFA avec le NEC Nimègue.

### De retour à l'AZ
Dès son retour à Alkmaar, Lens doit se faire opérer du pied gauche. Ce qui l'éloignera des terrains pour quelque temps. C'est en partie à cause de ça que sa saison ait été décevante. Après le départ de l'entraîneur Louis van Gaal au Bayern Munich, il réussit à saisir la chance qui lui fut accordée par son nouvel entraîneur et marqua de nombreux buts tant en championnat qu'en Ligue des champions.

### Arrivée au PSV Eindhoven

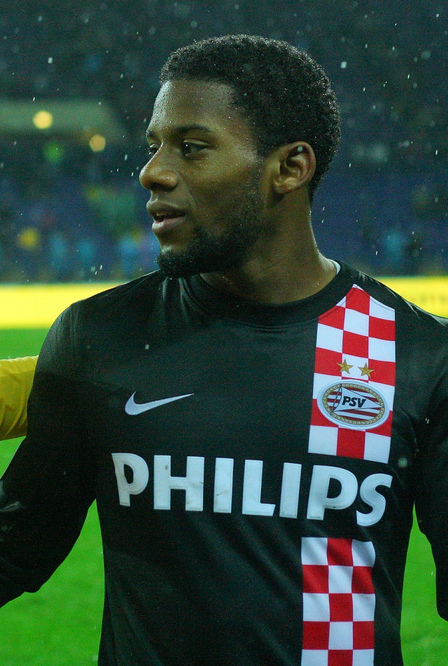
Jeremain Lens sous les couleurs du PSV.

Il explose sous les couleurs du PSV en marquant de nombreux buts. Il accomplit une première saison très aboutie en marquant 10 buts en championnat, 13 toutes compétitions confondues en 48 matchs. Il connait plus de difficultés lors de sa deuxième saison, en marquant seulement 11 buts toutes compétitions confondues (9 en championnat) en 50 matchs. Mais sa dernière saison sera la meilleure. Il marque 15 buts en championnat, 3 en Ligue Europa, et 1 en super coupe des Pays-Bas. À la fin de la saison il a des envies de départ et compte quitter le club avec lequel il a le plus joué (138 matchs).

### Transféré au Dynamo Kiev
Le 18 juin 2013 il signe un contrat de 4 ans. Il a été acheté 9 millions (plus 1 de bonus) pour un salaire de 2 millions net par an.

### Découverte de la Premier League et prêt en Turquie
Le 16 juillet 2015, il s'engage pour quatre ans avec Sunderland et découvrira ainsi la Premier League. Pour la saison 2016-2017, il est prêté avec option d'achat à l'un des 3 géants d'Istanbul, Fenerbahçe SK où il fera une excellente saison sous ses couleurs.
Ne voyant pas acheté son bon de service, il sera contraint de retourner en début de saison 2017-2018 à Sunderland où il commencera très bien avec plus de cinq buts en trois matchs pour finalement ne plus être sélectionné par l'entraîneur.
C'est à ce moment-là que l'un des deux autres géants d'Istanbul fait son entrée, le Besiktas.
En pensant avoir fait une très bonne affaire, Besiktas ne fera malgré tout presque jamais jouer Jeremain Lens et ce dernier se verra prendre du poids et voir ses performances s'écrouler.

### Fin de carrière à Versailles
En août 2022, après une saison blanche au Besiktas, Jeremain Lens relance sa carrière en troisième division française, en acceptant l'offre du FC Versailles, qui vient d'accéder au championnat de National 1 après son titre de champion du groupe A de National 2 et une demi-finale de Coupe de France. Il est critiqué pour son manque de forme physique (15 kilos de trop) et son salaire très conséquent pour le championat de National 1. Son salaire est estimé par le journal, Le Parisien, a environ 30 000 euros mensuel. Il prend sa retraite professionnelle à la fin de la saison 2023-2024.

## Statistiques
| Saison                | Club                  | Championnat           | Championnat | Championnat | Coupe nationale | Coupe nationale | Coupe de la Ligue | Coupe de la Ligue | Supercoupe | Supercoupe | Compétition(s) continentale(s) | Compétition(s) continentale(s) | Compétition(s) continentale(s) | Plays-off | Plays-off | Total | Total |
| Saison                | Club                  | Division              | M.          | B.          | M.              | B.              | M.                | B.                | M.         | B.         | Comp.                          | M.                             | B.                             | M.        | B.        | M.    | B.    |
| 2005-2006             | AZ Alkmaar            | Eredivisie            | 1           | 0           | -               | -               | -                 | -                 | -          | -          | -                              | -                              | -                              | -         | -         | 1     | 0     |
| 2006-2007             | AZ Alkmaar            | Eredivisie            | 14          | 1           | -               | -               | -                 | -                 | -          | -          | C3                             | 6                              | 0                              | 2         | 0         | 22    | 1     |
| 2008-2009             | AZ Alkmaar            | Eredivisie            | 8           | 1           | -               | -               | -                 | -                 | -          | -          | -                              | -                              | -                              | -         | -         | 8     | 1     |
| 2009-2010             | AZ Alkmaar            | Eredivisie            | 32          | 12          | 2               | 0               | -                 | -                 | 1          | 2          | C1                             | 5                              | 2                              | -         | -         | 40    | 16    |
| Sous-total            | Sous-total            | Sous-total            | 55          | 14          | 2               | 0               | -                 | -                 | 1          | 2          | -                              | 11                             | 2                              | 2         | 0         | 71    | 18    |
| 2007-2008             | NEC Nimègue (prêt)    | Eredivisie            | 31          | 13          | -               | -               | -                 | -                 | -          | -          | -                              | -                              | -                              | -         | -         | 31    | 13    |
| Sous-total            | Sous-total            | Sous-total            | 31          | 13          | -               | -               | -                 | -                 | -          | -          | -                              | -                              | -                              | -         | -         | 31    | 13    |
| 2010-2011             | PSV Eindhoven         | Eredivisie            | 33          | 10          | 2               | 0               | -                 | -                 | -          | -          | C3                             | 13                             | 3                              | -         | -         | 48    | 13    |
| 2011-2012             | PSV Eindhoven         | Eredivisie            | 33          | 9           | 5               | 1               | -                 | -                 | -          | -          | C3                             | 12                             | 1                              | -         | -         | 50    | 11    |
| 2012-2013             | PSV Eindhoven         | Eredivisie            | 30          | 15          | 3               | 0               | -                 | -                 | 1          | 1          | C3                             | 6                              | 3                              | -         | -         | 40    | 19    |
| Sous-total            | Sous-total            | Sous-total            | 96          | 34          | 10              | 1               | -                 | -                 | 1          | 1          | -                              | 31                             | 7                              | -         | -         | 138   | 43    |
| 2013-2014             | Dinamo Kiev           | Premier Liga          | 28          | 5           | 4               | 0               | -                 | -                 | -          | -          | C3                             | 9                              | 2                              | -         | -         | 41    | 7     |
| 2014-2015             | Dinamo Kiev           | Premier Liga          | 21          | 5           | 6               | 1               | -                 | -                 | -          | -          | C3                             | 10                             | 3                              | -         | -         | 37    | 9     |
| Sous-total            | Sous-total            | Sous-total            | 49          | 10          | 10              | 1               | -                 | -                 | -          | -          | -                              | 19                             | 5                              | -         | -         | 78    | 16    |
| 2015-2016             | Sunderland AFC        | Premier League        | 20          | 3           | 1               | 1               | 1                 | 0                 | -          | -          | -                              | -                              | -                              | -         | -         | 22    | 4     |
| 2016-2017             | Sunderland AFC        | Premier League        | 2           | 0           | -               | -               | -                 | -                 | -          | -          | -                              | -                              | -                              | -         | -         | 2     | 0     |
| Sous-total            | Sous-total            | Sous-total            | 22          | 3           | 1               | 1               | 1                 | 0                 | -          | -          | -                              | -                              | -                              | -         | -         | 24    | 4     |
| 2016-2017             | Fenerbahçe SK (prêt)  | Süper Lig             | 26          | 4           | 5               | 0               | -                 | -                 | -          | -          | C3                             | 5                              | 1                              | -         | -         | 36    | 5     |
| Sous-total            | Sous-total            | Sous-total            | 26          | 4           | 5               | 0               | -                 | -                 | -          | -          | -                              | 5                              | 1                              | -         | -         | 36    | 5     |
| 2017-2018             | Beşiktaş JK (prêt)    | Süper Lig             | 24          | 1           | 6               | 3               | -                 | -                 | -          | -          | C1                             | 2                              | 0                              | -         | -         | 32    | 4     |
| 2018-2019             | Beşiktaş JK           | Süper Lig             | 28          | 1           | -               | -               | -                 | -                 | -          | -          | C3                             | 9                              | 4                              | -         | -         | 37    | 5     |
| 2019-2020             | Beşiktaş JK           | Süper Lig             | 15          | 1           | 2               | 0               | -                 | -                 | -          | -          | C3                             | 4                              | 0                              | -         | -         | 21    | 1     |
| Sous-total            | Sous-total            | Sous-total            | 67          | 3           | 8               | 3               | -                 | -                 | -          | -          | -                              | 15                             | 4                              | -         | -         | 90    | 10    |
| Total sur la carrière | Total sur la carrière | Total sur la carrière | 345         | 81          | 36              | 6               | 1                 | 0                 | 2          | 3          | -                              | 81                             | 19                             | 2         | 0         | 467   | 109   |

## Palmarès
| AZ Alkmaar - Eredivisie - Champion (1) : 2009 - Trophée Johan Cruyff - Vainqueur (1) : 2009 |  | PSV Eindhoven - Coupe des Pays-Bas - Vainqueur (1) : 2012 |  | Dynamo Kiev - Coupe d'Ukraine - Vainqueur (2) : 2014 et 2015 - Championnat d'Ukraine - Champion (1) : 2015 |